# Vụ hỏa hoạn sòng bạc ở Poipet 2022
Vào ngày 28 tháng 12 năm 2022, một vụ hỏa hoạn đã xảy ra tại khu phức hợp khách sạn – sòng bạc Grand Diamond City ở Poipet, Campuchia, gây chết ít nhất 27 người. Trong đó, 26 người đã tử vong tại hiện trường và 1 người tử vong sau khi đến bệnh viện.

## Bối cảnh
Poipet là một thị trấn biên giới thuộc tỉnh Banteay Meanchey của Campuchia, cách biên giới Thái Lan khoảng 200 m (660 ft), đối diện với thành phố Aranyaprathet, thuộc tỉnh Sa Kaeo của Thái Lan. Theo luật pháp Campuchia, hình thức cờ bạc là phạm pháp đối với người dân trong nước, nhưng được phép đối với công dân nước ngoài. Tương tự, hầu hết các loại cờ bạc cũng bất hợp pháp tại Thái Lan nên Poipet đã trở thành nơi để các con bạc Thái Lan thỏa mãn. Grand Diamond City là một khu phức hợp khách sạn – sòng bạc gần với biên giới Thái Lan với 400 nhân viên tại đây.
Sòng bạc tại đây thuộc sở hữu của chính trị gia Thái Lan Vatana Asavahame, 86 tuổi đang bỏ trốn. Vào thời điểm xảy ra hỏa hoạn, ông đã bị kết án vắng mặt 3 năm tù vì tội gian lận mua bán đất đai.

## Diễn biến
Vào lúc 23 giờ 30 phút ngày 28 tháng 12 năm 2022, tại khu phức hợp khách sạn – sòng bạc Grand Diamond City đã xảy ra một vụ hỏa hoạn khi hàng trăm người vẫn còn đang ở bên trong tòa nhà.  Ít nhất 27 người thiệt mạng (hầu hết là do ngạt khói hoặc ngã) và 112 người khác bị thương. Các nạn nhân trong vụ hỏa hoạn hầu hết đều mang quốc tịch Thái Lan, trong khi đó, Nepal, Malaysia, Trung Quốc và Việt Nam mỗi nước có một nạn nhân.
Đến ngày 30 tháng 12, Thủ tướng Campuchia Hun Sen đã gửi lời chia buồn đến các nạn nhân trong vụ hỏa hoạn.